# Vladimir Stojković (cầu thủ bóng đá, sinh 1996)
Vladimir Stojković (sinh ngày 4 tháng 10 năm 1996) là một cầu thủ bóng đá người Bồ Đào Nha thi đấu cho Sporting Clube de Portugal B ở vị trí thủ môn.

## Sự nghiệp câu lạc bộ
Sinh ra ở Leça da Palmeira, Matosinhos với bố là người Serbia, Stojković gia nhập hệ thống trẻ Sporting Clube de Portugal năm 2007, lúc 10 tuổi. Vào ngày 21 tháng 2 năm 2016 anh ra mắt chuyên nghiệp, ra mắt cho đội B trong trận hòa 1–1 trên sân nhà trước S.C. Freamunde để tranh chức vô địch Giải bóng đá hạng nhất quốc gia Bồ Đào Nha.

## Đời sống cá nhân
Cha và cậu của Stojković, Vladan và Vladimir, cũng là thủ môn. Cả hai cũng dành thời gian dài ở Bồ Đào Nha, và trở thành cầu thủ của đội tuyển quốc gia Serbia.